# Ohryzek

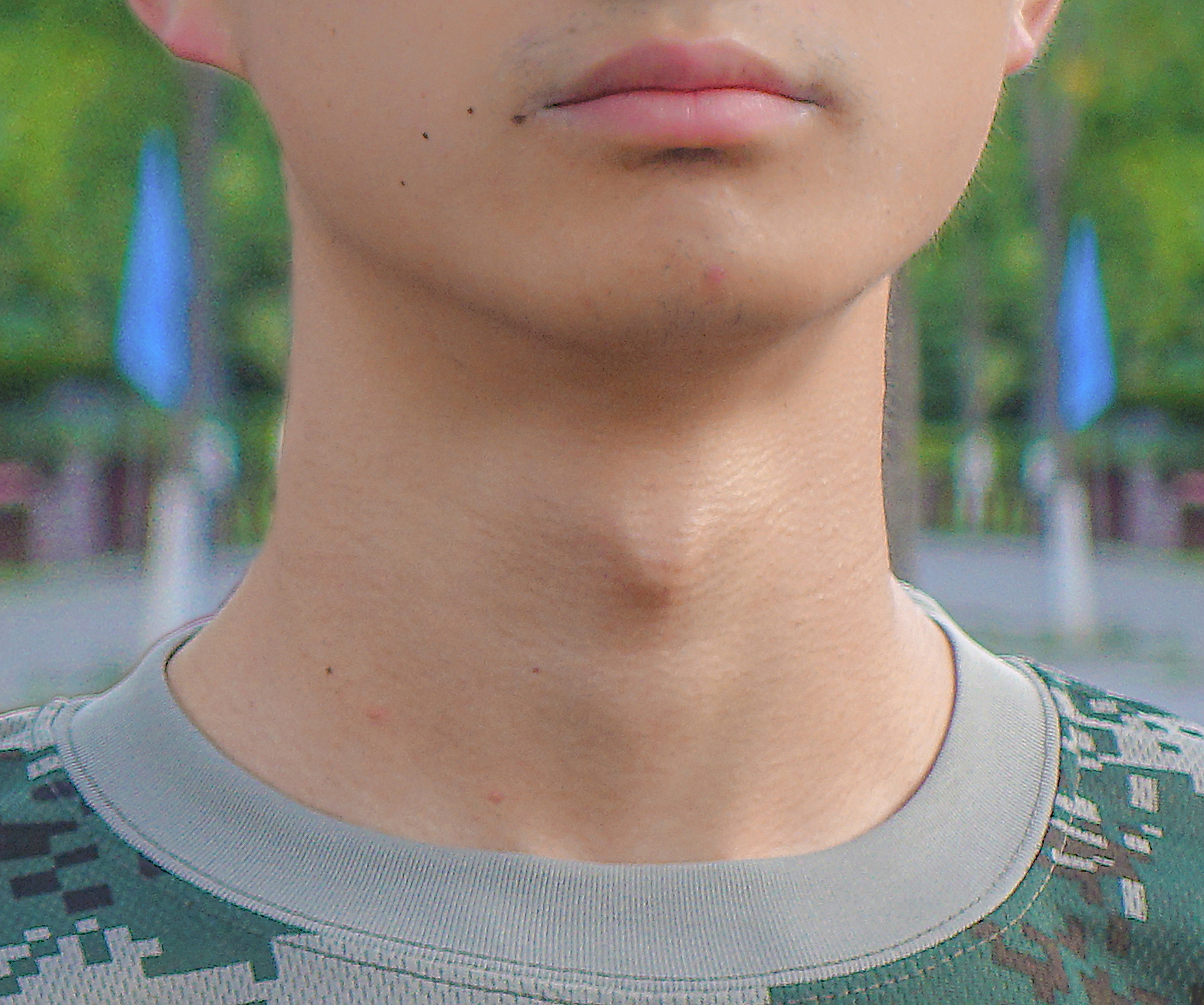
„Adamovo jablko“

Ohryzek, také nazývaný Adamovo jablko, je výrazný především u mužů, u žen je nepatrný. Je tvořen pod kůží výběžkem štítné chrupavky (cartilago thyroidea).

## Pohyblivost
Pohyb ohryzku můžeme pozorovat při řeči, ale jeho největší mobilitu zaznamenáme při pohledu na ohryzek právě polykajícího člověka, pro polknutí se musí uzavřít hrtanová příklopka umístěná na hranici přechodu oropharyngu (ústní části hltanu) v laryngopharynx (hrtanohltan), pro průchod potravy hltanem do jícnu také dochází pomocí tahů vazů k elevaci celého hrtanu. Ohryzek se tak viditelně pohne směrem kraniálně (k hlavě).

## Vztah ke štítné žláze
V okolí chrupavky štítné může prominovat štítná žláza, ta by měla dosahovat normovaných rozměrů, pokud je zvětšená, nebo zmenšená, či zcela chybí, mají její velikostní změny dopad na tvorbu hormonů štítné žlázy (trijodthyronin a thyroxin) a pak je tento problém monitorován endokrinologem a léčen. Při nadměrném zvětšení štítné žlázy tak může vzniknout až struma (vole). Zvětšená štítná žláza může přesahovat i prominující štítnou chrupavku, je hmatná a obvykle rozpoznaná při pravidelné lékařské prohlídce.